# Снайперисти
„Снайперисти“ (на английски: Jarhead) е американски биографичен военен филм от 2005 г., базиран на едноименната мемоарна книга от 2003 г., написана от Антъни Суофърд. Филмът е режисиран от Сам Мендес и в него участват Джейк Джилънхол, Джейми Фокс, Питър Скарсгард, Лукас Блек и Крис Купър. Пуснат е на 4 ноември 2005 г. от Universal Pictures.